# Mausoleum of Qarasunqur
Mausoleum of Qarasunqur (arabiska: تربة قراسنقر, franska: Turbaẗ Qarāsunqur, Turbaẗ Qarā Sunqur, engelska: Turbat Qarāsunqur, Turbat Qarā Sunqur, franska: Tombeau de Karasonkor, Tombeau d'Aksonkor, Tombeau de Qarasounqour, Tombeau de Karasounkour, Soukour) är ett monument i Egypten.   Det ligger i guvernementet Kairo, i den norra delen av landet, i huvudstaden Kairo. Mausoleum of Qarasunqur ligger 35 meter över havet.
Terrängen runt Mausoleum of Qarasunqur är platt. Runt Mausoleum of Qarasunqur är det mycket tätbefolkat, med 2 711 invånare per kvadratkilometer. Närmaste större samhälle är Kairo, 1,8 km nordväst om Mausoleum of Qarasunqur. Runt Mausoleum of Qarasunqur är det i huvudsak tätbebyggt.